# Troldkirken
Troldkirken  er en langdysse fra fra Yngre stenalder (bondestenalder fra omkring 3950 f.Kr.). Den ligger  ca. 700 meter nordøst for  landsbyen Sønderholm i Himmerland ca. 15 km vest for Aalborg midt mellem Nibe (6 km. mod vest) og Frejlev (5 km. mod øst). Troldkirken  går for at være en af Danmarks smukkeste dysser, bl.a. på grund af den høje beliggenhed i landskabet. Den er ca. 50 m lang og omgivet af 47 randsten. Omtrent i midten ligger et sekskantet dyssekammer med en stor, flad dæksten over. Der er flere folkesagn om Troldkirken. Ifølge ét af dem skulle en mand engang have overværet, at "de underjordiske" holdt en form for gudstjeneste i dyssen. Troldkirken var et af de første danske oldtidsminder, der blev fredet. Det skete allerede i 1809, men fredningen blev først tinglyst i 1850.